# モンゴメリー郡 (テキサス州)
モンゴメリー郡（英: Montgomery County）は、アメリカ合衆国テキサス州の東部に位置する郡である。人口は62万0443人（2020年）。人口増加率が高い。郡庁所在地はコンローであり、同郡で人口最大の町は、国勢調査指定地域のザ・ウッドランズである。モンゴメリー郡は1837年12月14日にテキサス共和国議会の法によって設立され、郡名は郡内にあったモンゴメリーの町名に因んで名付けられた。
モンゴメリー郡はヒューストン・シュガーランド・ベイタウン大都市圏に属している。モンゴメリー郡はテキサス州旗が生まれた公式の場所とされている。現在のローンスター旗のデザインはその起源が不明なままだったが、1997年にテキサス州議会が州旗の公式の誕生地としてモンゴメリー郡を指定する決議を行った。チャールズ・B・スチュワート博士が州旗のヒントを与えた者とされている。

## 地理
アメリカ合衆国国勢調査局に拠れば、郡域全面積は1,077平方マイル (2,789 km2)であり、このうち陸地1,044平方マイル (2,704 km2)、水域は33平方マイル (85 km2)で水域率は3.04％である。

### 主要高規格道路
- 州間高速道路45号線
- アメリカ国道59号線
- テキサス州道75号線
- テキサス州道105号線
- テキサス州道242号線
- テキサス州道249号線

### 隣接する郡
- ウォーカー郡 - 北
- サンジャシント郡 - 北東
- リバティー郡 - 東
- ハリス郡 - 南
- ウォーラー郡 - 西
- グライムズ郡 - 北西

### 国立保護地域
- サム・ヒューストン国立の森（部分）

## 人口動態
以下は2000年国勢調査による人口統計データである。
| 基礎データ - 人口: 293,768人 - 世帯数: 103,296 世帯 - 家族数: 80,157 家族 - 人口密度: 109人/km2（281人/mi2） - 住居数: 112,770軒 - 住居密度: 42軒/km2（108軒/mi2） 人種別人口構成 - 白人: 88.25% - アフリカン・アメリカン: 3.49% - ネイティブ・アメリカン: 0.47% - アジア人: 1.11% - 太平洋諸島系: 0.03% - その他の人種: 4.86% - 混血: 1.79% - ヒスパニック・ラテン系: 12.65% 年齢別人口構成 - 18歳未満: 29.5% - 18-24歳: 8.0% - 25-44歳: 30.6% - 45-64歳: 23.1% - 65歳以上: 8.7% - 年齢の中央値: 34歳 - 性比（女性100人あたり男性の人口） - 総人口: 98.4 - 18歳以上: 95.4 | 世帯と家族（対世帯数） - 18歳未満の子供がいる: 40.6% - 結婚・同居している夫婦: 64.2% - 未婚・離婚・死別女性が世帯主: 9.5% - 非家族世帯: 22.4% - 単身世帯: 18.3% - 65歳以上の老人1人暮らし: 6.2% - 平均構成人数 - 世帯: 2.83人 - 家族: 3.21人 収入と家計 - 収入の中央値 - 世帯: 50,864米ドル - 家族: 58,983米ドル - 性別 - 男性: 42,400米ドル - 女性: 28,270米ドル - 人口1人あたり収入: 24,544米ドル - 貧困線以下 - 対人口: 9.4% - 対家族数: 7.1% - 18歳未満: 10.9% - 65歳以上: 10.1% |

## 政治
モンゴメリー郡はテキサス州の郡の中でも共和党の支持が強い郡の一つである。2004年の大統領選挙では、ジョージ・W・ブッシュに78.1％の支持を与えた。2008年の大統領選挙では、ジョン・マケインに75.8％が投票した。1964年の大統領選挙で、テキサス州生まれのリンドン・B・ジョンソンがモンゴメリー郡の60.9％を獲得して以降、民主党の大統領候補者が郡を制したことは無い。

## 都市と町
| - コンロー（郡庁所在地） - カット・アンド・シュート - マグノリア - モンゴメリー - オークリッジノース - パノラマビレッジ - パットンビレッジ - ローマンフォレスト | - シェナンドー - スプレンドラ - ステイジコーチ - ウッドブランチ - ウッドロック - ウィリス - ヒューストン、小部分のみが郡内、大半はハリス郡内 |

### 国勢調査指定地域
- パインハースト
- ポーターハイツ
- ザ・ウッドランズ

### 未編入の町
- ドビン
- デッカープレーリー
- インペリアルオークス
- ニューケイニー
- ポーター
- リバープランテーション
- タミナ

## 教育

### 公立学校
オレンジ郡の公教育は下記8つの独立教育学区が管轄している
- コンローISD
- マグノリア独立教育学区
- モンゴメリー独立教育学区
- ニューケイニー独立教育学区
- リチャーズ独立教育学区（部分）
- スプレンドラ独立教育学区
- トムボール独立教育学区（部分）
- ウィリス独立教育学区（部分）

### 私立学校
郡内には コブナント・クリスチャン学校、ジョン・カーペンター学校など私立学校が幾つかある。
またローンスター・カレッジシステムに属するモンゴメリー校と大学センターがある。モンゴメリー郡はモンゴメリー郡記念図書館システムを運営している。

## 交通
一般用途空港であるローンスター・イグゼクティブ空港がコンロー市内にある。
ヒューストン空港システムによれば、ハリス郡ヒューストン市にあるジョージ・ブッシュ・インターコンチネンタル空港の主要サービス範囲にモンゴメリー郡が入っている。ヒューストン市内にあるウィリアム・P・ホビー空港も商業便を運行している。